# Třibřichy
Třibřichy är en ort i Tjeckien.   Den ligger i regionen Pardubice, i den centrala delen av landet, 100 km öster om huvudstaden Prag. Třibřichy ligger 252 meter över havet och antalet invånare är 298.
Terrängen runt Třibřichy är platt åt nordost, men åt sydväst är den kuperad.Runt Třibřichy är det tätbefolkat, med 427 invånare per kvadratkilometer. Närmaste större samhälle är Pardubice, 8,8 km norr om Třibřichy. Trakten runt Třibřichy består till största delen av jordbruksmark.